# Megumu Okada
Megumu Okada (岡田芽武?, Okada Megumu; Tokyo, 15 marzo 1971) è un fumettista giapponese.
Lavora come mangaka nello studio Response insieme a Ranmaru Tenma. 
Dal 2004 ha iniziato ha lavorare su un manga spinoff di una serie di grande successo come I Cavalieri dello zodiaco, disegnando I Cavalieri dello zodiaco - Episode G, ed è stato scelto dal creatore della serie originale Masami Kurumada in persona.

## Opere
- I Cavalieri dello zodiaco - Episode G
- Gensô Sekai Aiyû Retsuden shinobi Zard
- Gensô Sekai Aiyû Retsuden Wiz Buster
- Flairplays
- Niraikanai
- Oboro
- Pure Land
- Shadow Skill